# Hôtel de Rochefort
Pour les articles homonymes, voir Hôtel de Rochefort (homonymie).
L'hôtel de Rochefort de la ville de Moulins ne doit pas être confondu avec l'hôtel de Rochefort ou Jacques de Moulins, à Blois (Loir-et-Cher).
L'hôtel de Rochefort est situé sur la commune de Moulins (France).

## Localisation
L'hôtel est situé sur la commune de Moulins, dans le département du Allier, en région Auvergne-Rhône-Alpes.

## Description
L'hôtel donne directement sur les cours, il présente sur chacune de ses deux voies des aspects très différents. La façade sud est rectiligne, sur deux étages percés de sept ouvertures chacun. Celles du rez-de-chaussée s'ouvrent sous un arc en plein cintre, hormis la porte-fenêtre s'ouvrant sur un balcon de pierre limité par une balustrade en fer forgé. Les ouvertures à chaque extrémité du rez-de-chaussée consistent également en portes-fenêtres précédées d'un perron de pierre avec accès par un escalier. Chacune des fenêtres possède un balcon en fer forgé. La façade nord s'ouvre sur une cour d'entrée fermée par un mur de clôture joignant les facades des ailes en retour. L'ensemble des constructions sur cour, ainsi que le mur de clôture, sont en briques rouges et noires, au décor losangé de quatre sortes différentes,.

## Historique
L’hôtel est construit dans la seconde moitié du XVIIIe siècle pour le compte d'Antoine Grimaud, lieutenant général du roi en la sénéchaussée de Bourbonnais vraisemblablement par l'architecte Joseph Evezard. Acquis aux enchères en 1835 par Frédéric de Chabannes La Palice, marquis de Curton, l'hôtel échoit ensuite à sa fille Octavie, épouse du baron Émile de Rochefort qui laissera son nom à l'hôtel. Vendu en 1951 par sa petite-fille, la comtesse Louis de Diesbach, au département de l'Allier, il abrite actuellement le comité d’expansion économique du département.
Il est inscrit au titre des monuments historiques par arrêté du 6 février 1965.

## Protection
Éléments protégés : les façades et toitures.

## Galerie

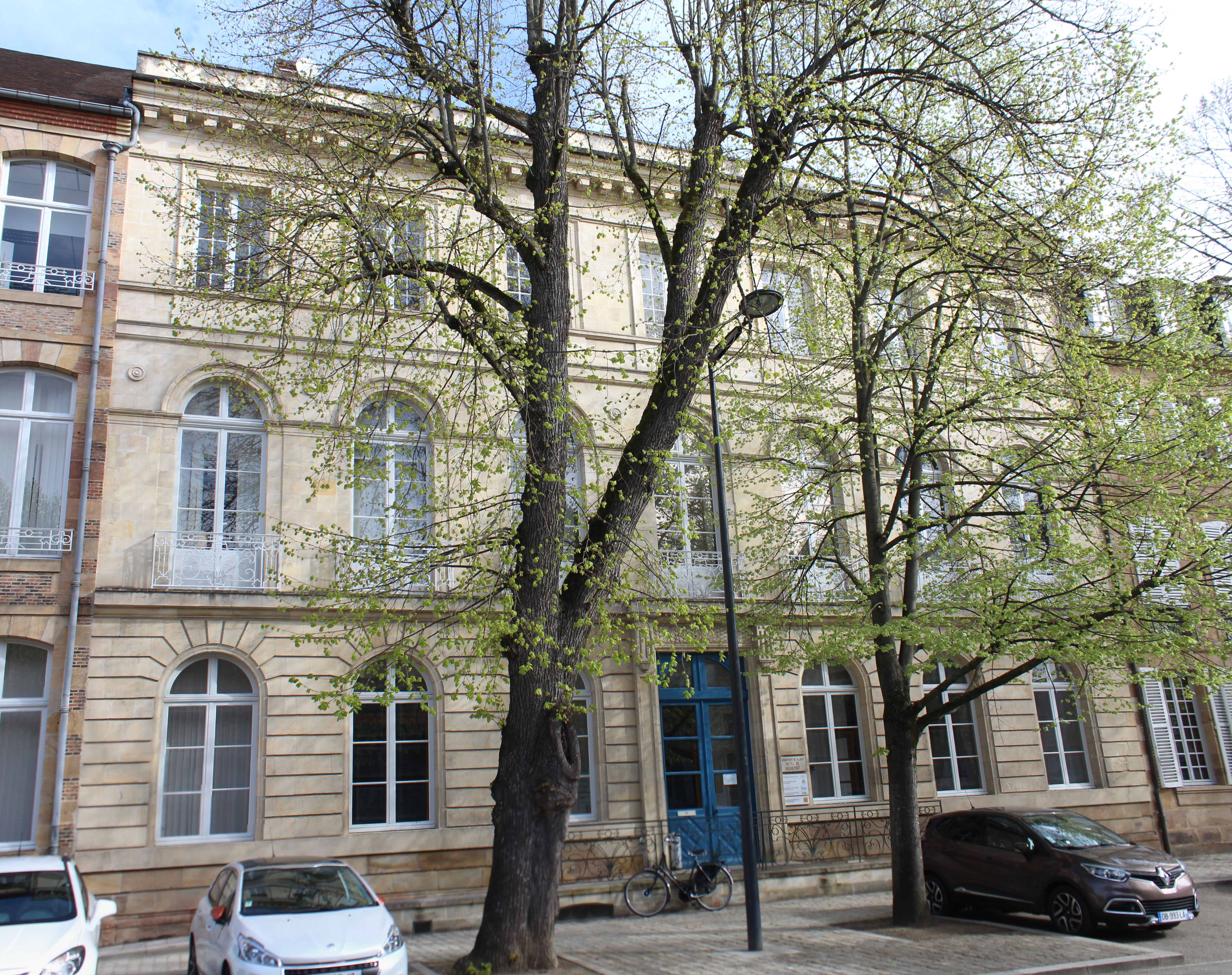
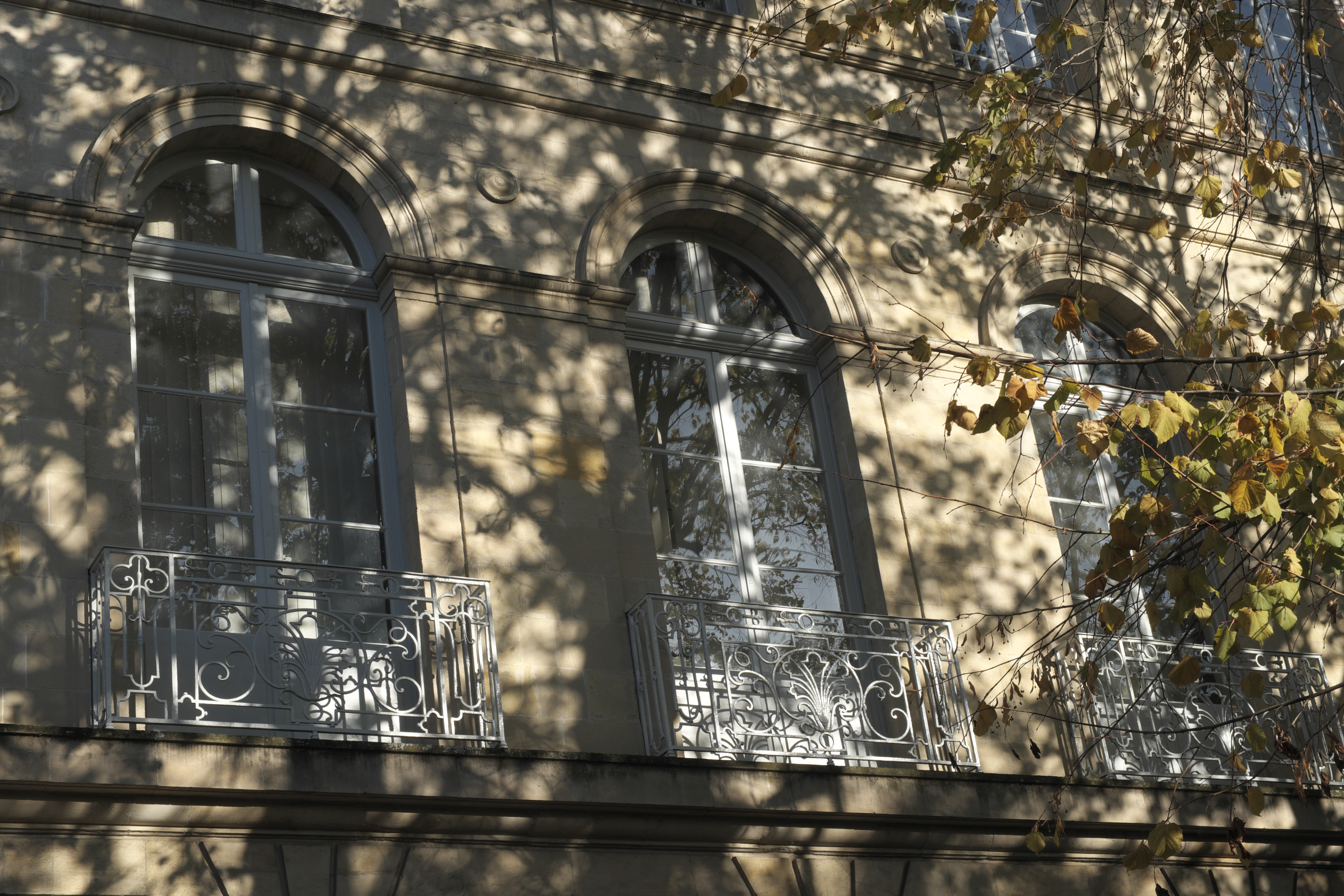
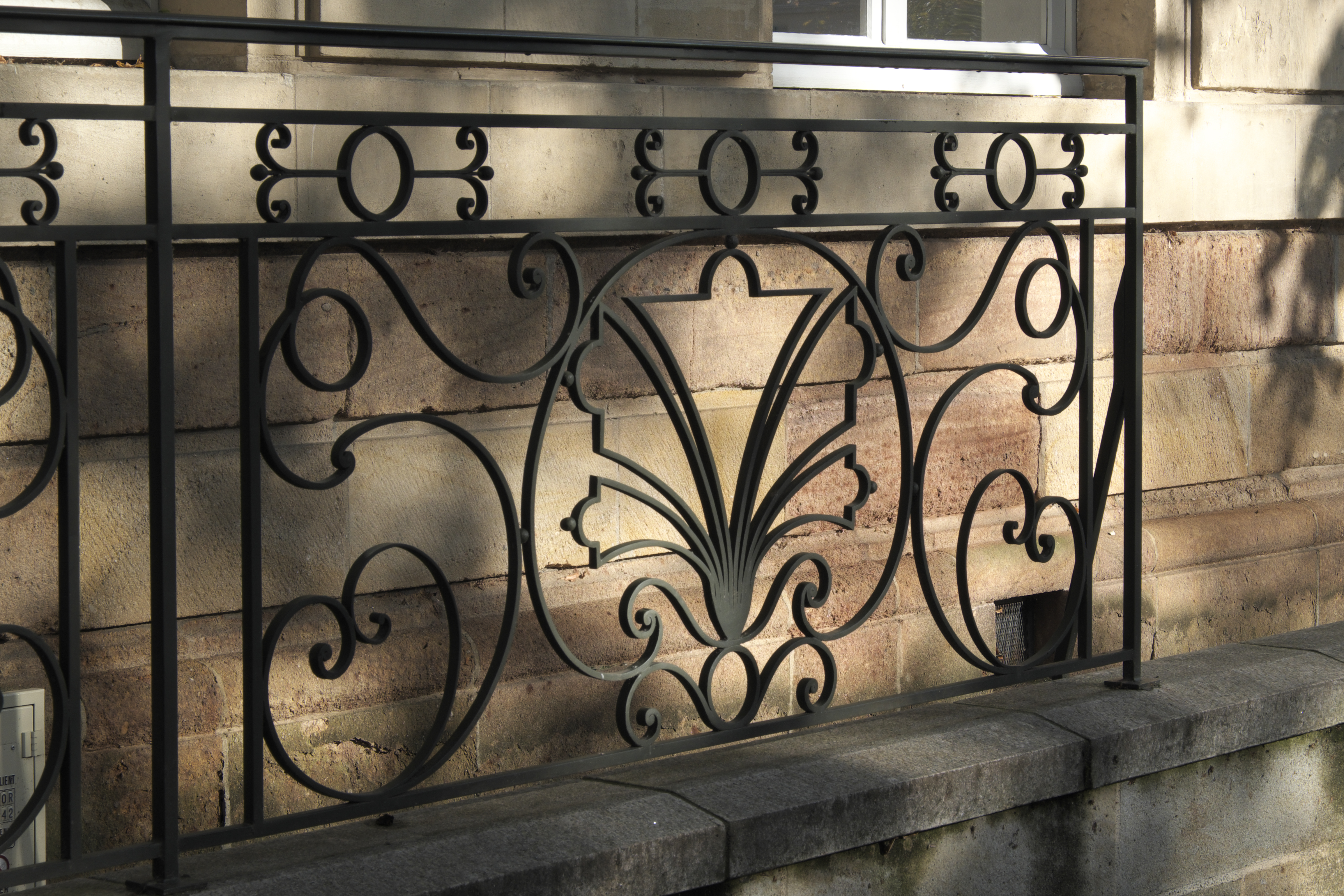